# Global Warming
Albums de Sonny Rollins
Sonny Rollins +3
(1995) This Is What I Do
(2000)
Global Warming est un album du saxophoniste ténor Sonny Rollins paru en 1998 sur le label Milestone. Après deux ans d'absence, ces nouveaux enregistrements forment le vingtième album qu'il réalise pour ce label. Rollins est accompagné par Bob Cranshaw à la basse, Stephen Scott au piano et au kalimba et par son neveu Clifton Anderson au trombone. Idris Muhammad et Perry Wilson sont à la batterie sur trois titres chacun et Victor See Yuen est aux percussions.

## Enregistrement
Les morceaux sont enregistrés au Clinton Recording Studios à New York en 1998, le 7 janvier pour les titres 2, 4, 5 et le 28 février pour les autres titres. Stephen Scott participe à cet album avec la permission de Enja Records et Victor See Yuen enregistre pour Heritage O.P. Records.
| Musicien         | Instrument               | Titre   |  | Équipe technique |            |
| ---------------- | ------------------------ | ------- |  | ---------------- | ---------- |
| Sonny Rollins    | saxophone ténor          | 1-6     |  | Lucille Rollins  | Producteur |
| Bob Cranshaw     | basse                    | 1-6     |  | Troy Halderson   | Ingénieur  |
| Stephen Scott    | piano, kalimba (titre 3) | 1-6     |  | Jamie Putnam     | Design     |
| Clifton Anderson | trombone                 | 1, 3, 6 |  |                  |            |
| Idris Muhammad   | batterie                 | 2, 4, 5 |  |                  |            |
| Perry Wilson     | batterie                 | 1, 3, 6 |  |                  |            |
| Victor See Yuen  | percussions              | 1, 3, 6 |  |                  |            |

## Titres
| N° | Titre                 | Compositeur   | Durée |
| -- | --------------------- | ------------- | ----- |
| 1. | Island Lady           | Sonny Rollins | 9:07  |
| 2. | Echo-Side Blue        | Sonny Rollins | 7:15  |
| 3. | Global Warming        | Sonny Rollins | 6:30  |
| 4. | Mother Nature's Blues | Sonny Rollins | 11:26 |
| 5. | Change Partners       | Irving Berlin | 8:36  |
| 6. | Clear-Cut Boogie      | Sonny Rollins | 7:07  |

## Réception
L'artiste et critique de musique Cub Koda précise à propos de cet album que « le souffle de Rollins y est empli de passion et l'environnement est agréable et intime, ce qui en fait un jeu très inspiré. ».